# Gigi Pirarba
Giulio Cesare Pirarba, detto Gigi (Perdasdefogu, 17 aprile 1935 – Roma, 28 settembre 2023), è stato un doppiatore e conduttore televisivo italiano.

## Biografia
Fu a lungo speaker per il Tg1 della Rai (anni sessanta-anni novanta), e per diversi anni condusse in studio la trasmissione Oggi al Parlamento ed'era la voce storica del Segnale Orario Rai in fascia oraria pomeridiana dalle 16:30 alle 21 dal 1979 al 1995. Tra gli attori che ha doppiato figura Steve McQueen nel film Il caso Thomas Crown.

## Doppiaggio

### Cinema
- Tony Musante in L'uccello dalle piume di cristallo
- Steve McQueen in Il caso Thomas Crown
- Robert Hanna in La leggenda dei 7 vampiri d'oro
- Edward Judd in S.O.S. i mostri uccidono ancora
- Yoshio Inaba in I sette samurai (ridoppiaggio)
- Tatsuya Fuji in Gappa - Il mostro che minaccia il mondo
- Masaya Takahashi in Distruggete DC59 - Da base spaziale a Hong Kong
- Shinjiro Ebara in L'astronave fantasma
- Ku Feng in I 13 figli del drago verde

### Televisione
- Paul Linke in CHiPs
- Jean Heselmans in Il tesoro del castello senza nome
- Atsuo Naramura in Monjiro, samurai solitario
- Christopher Connelly in Paper Moon

### Cartoni animati
- Thor in Il mitico Thor
- Butch in Bozo il clown
- Flunky in Zoo Olympics
- Voce narrante in La principessa Zaffiro